# 内堀基光
内堀 基光（うちぼり もとみつ、1948年 - ）は、日本の文化人類学者・民俗学者。一橋大学・放送大学名誉教授。
専門は、文化人類学、民俗学、東南アジア民俗誌学。

## 来歴
東京都生まれ。東京大学教養学部卒業。オーストラリア国立大学太平洋地域研究所Ph.D.（人類学専攻、1978年）取得。
オーストラリア国立大学太平洋地域研究所研究助手、岐阜大学教養部講師・助教授、一橋大学社会学部助教授・教授、東京外国語大学アジア・アフリカ言語文化研究所教授 兼 所長、放送大学教養学部教授。2011年一橋大学名誉教授、2018年放送大学名誉教授。
1982年民族学振興会第13回渋沢賞受賞。2009年日本文化人類学会第4回日本文化人類学会賞受賞。

## 著書

### 単著
- 『森の食べ方』（東京大学出版会 1996年）
- 『自然と文化そしてことば<2006(01)> 特集 祭文と呪文の力』（葫蘆舎 2006年）

### 共著
- （山下晋司）『死の人類学』（弘文堂 1986年）のち講談社学術文庫
- 『資源人類学』（放送大学教育振興会 2007年）

### 共編著
- （青木保、梶原景昭、小松和彦、清水昭俊、中林伸浩、福井勝義、船曳建夫、山下晋司）『岩波講座文化人類学』全13巻（岩波書店 1996年）

### 訳書
- G・S・カーク著『神話‐その意味と機能』（社会思想社, 1976年）